# 페드로 데 펠리페
페드로 에우헤니오 데 펠리페 코르테스(스페인어: Pedro Eugenio de Felipe Cortés; 1944년 7월 18일, 마드리드 주 마드리드 ~ 2016년 4월 12일, 마드리드 주 마드리드)는 스페인의 축구 선수로, 현역 시절 중앙 수비수로 활약하였다.

## 클럽 경력
마드리드 출신인 데 펠리페는 1964년에 20세의 나이로 마드리드 주 이웃 라요 바예카노에서 레알 마드리드에 입단했는데, 1년차에는 라 리가 경기에 단 4번 출전하는데 그쳤지만, 이어지는 2년 동안 도합 45번의 경기에 출전했고, 1965–66 시즌 유러피언컵을 석권했는데, 이 과정에서 대회의 7번의 경기를 소화했다.
1967년 9월 28일, 망가진 반달연골을 갖고 3경기를 뛴 데 펠리페는 수술을 받아 장외선 바깥에서 몇 달을 보냈다. 그는 산티아고 베르나베우에서 보낸 후반 4년 중 2년을 주전으로 활약했고, 1972년에 마드리드를 떠나 에스파뇰에서 1부 리그 경기에 6년 더 출전한 후 34세에 축구화를 벗었다.
거친 태클을 하는 선수로, 때로는 거친 정도가 지나쳐 데 펠리페는 1969년 9월 14일에 바르셀로나와 안방에서 비긴 경기에서 미겔 앙헬 부스티요에게 중상을 입히기도 했다. 이 경기에서 부상당하기에 앞서 2골을 기록한 부스티요는 이후 3년 동안 3경기를 출전하는 데에 그쳤다.

## 국가대표팀 경력
데 펠리페는 딱 한 번 스페인 국가대표팀 경기에 출전했는데, 그는 이스탄불에서 0-0으로 비긴 터키와의 1973년 10월 17일 친선경기에서 90분을 출전했다.

## 최후
2016년 4월 12일, 데 펠리페는 마드리드에서 암으로 71세에 영면했다.

## 수상
레알 마드리드
- 라 리가: 1964–65, 1966–67, 1967–68, 1968–69, 1971–72
- 코파 델 헤네랄리시모:
  - 우승: 1969–70
  - 준우승: 1967–68
- 유러피언컵: 1965–66